# 陽光の中の裸婦

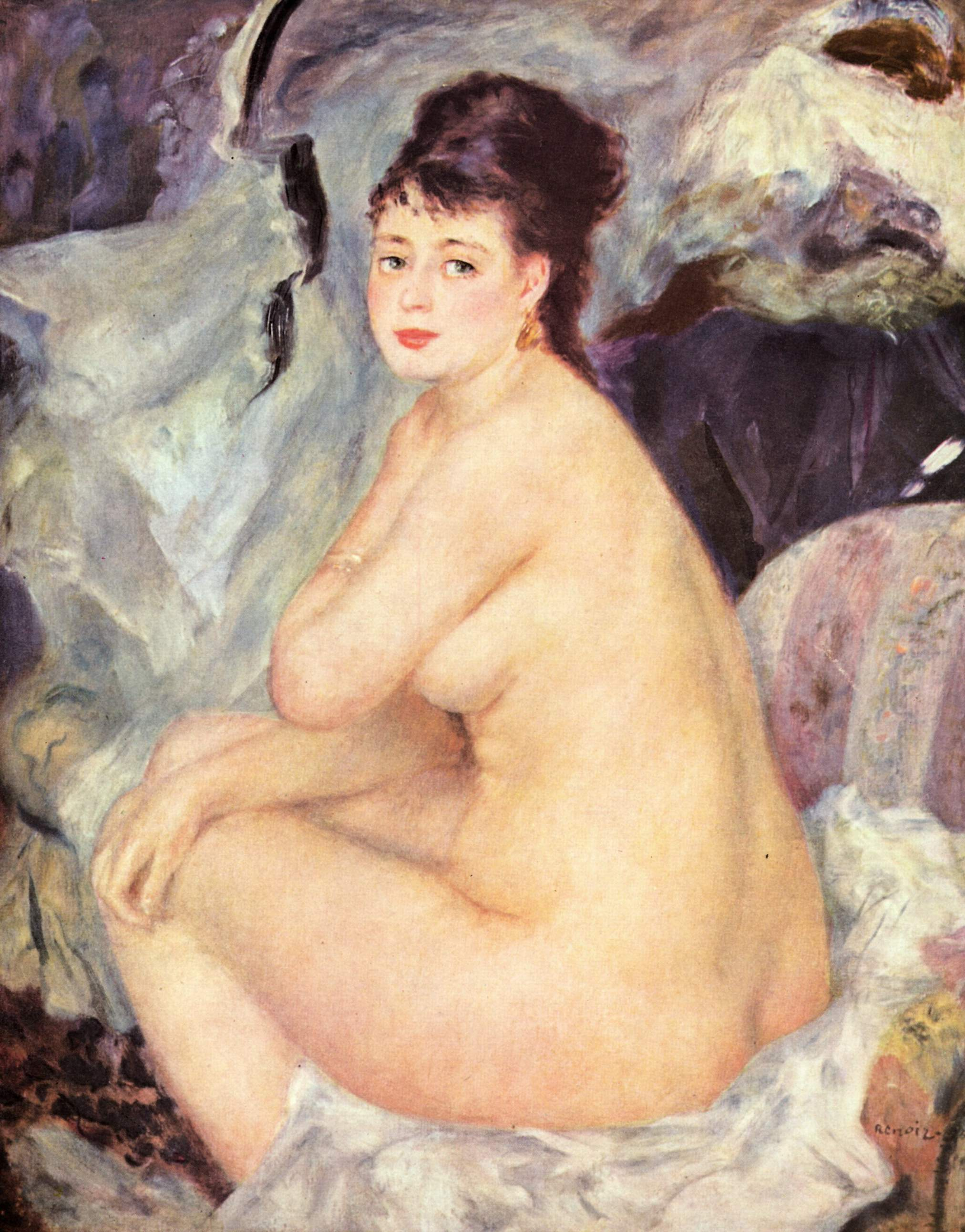
ルノワールの1876年の絵画『裸婦、あるいはアンナのトルソ』。モスクワ、プーシキン美術館所蔵。

1876年の絵画『ムーラン・ド・ラ・ギャレットの舞踏会』。ルノワールの最も有名な代表的傑作である。オルセー美術館所蔵。

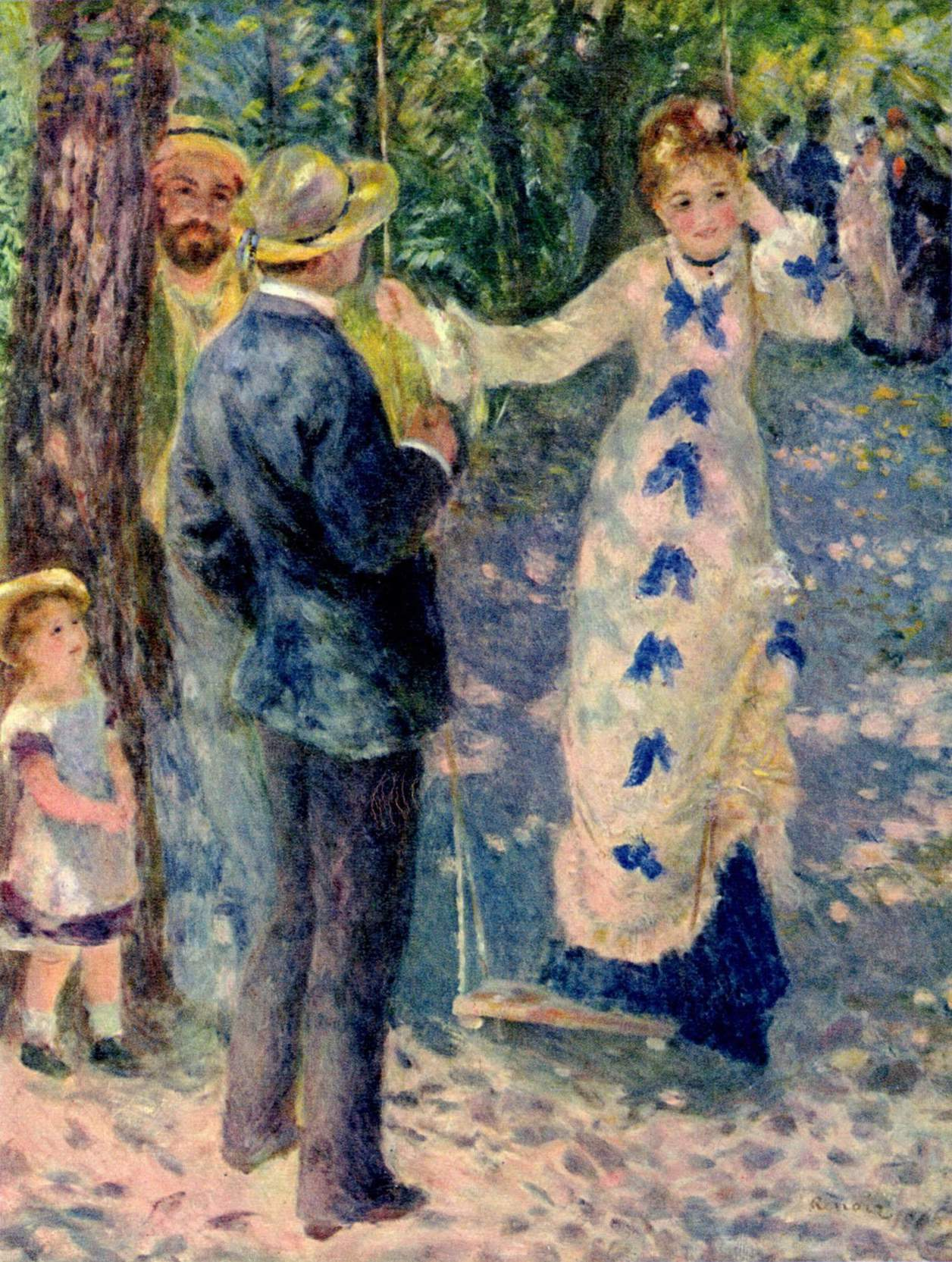
1876年の絵画『ぶらんこ』。オルセー美術館所蔵。両作品ともにカイユボットのコレクションであり、本作品と同じ経緯でオルセー美術館に所蔵された。

『陽光の中の裸婦』（仏: Torse de femme au soleil, 英: Nude in the Sun）は、フランス印象派の画家ピエール＝オーギュスト・ルノワールが1875年頃から1876年頃に描いた絵画作品である。『習作：若い女性のトルソ、光の効果』（Etude. Torse, effet de soleil）とも呼ばれる。太陽の光の効果を画面に積極的に取り入れた本作品は、『ぶらんこ』（La balançoire, 1876年）、『ムーラン・ド・ラ・ギャレットの舞踏会』（Bal du moulin de la Galette, 1877年）とともに、印象派時代のルノワールを代表する作品の1つとなっている。1876年の第2回印象派展の出品作品であり、同じく印象派の画家で美術コレクターでもあったギュスターヴ・カイユボットのコレクションに含まれていた。現在はパリのオルセー美術館に所蔵されている。

## 作品
緑の中に1人の女性がたたずんでいる。女性の裸体には木漏れ日が落ち、光と影の濃淡が織り成すまだら模様を作り出している。画家は女性の肌の上で日光と木の葉の影のもたらす繊細な影響を捉えようと試みており、その際に印象派の典型的な技法である筆触分割（色彩分割）を用いている。また女性の肌と背景の筆遣いは対照的で、特に背景の即興的かつ大胆な筆遣いと鮮やかな緑の色彩は強い太陽の光を感じさせるとともに、女性の柔らかな裸体を画面から浮かび上がらせている。それでいて緑と女性との間の輪郭線はあいまいであり、まるで緑の持つ生命力と女性が光の効果で一体となり、溶け合うかのようである。

## モデル
ルノワールが本作品で描いたモデルの名はアルマ・アンリエット・ルブッフ（Alma Henriette Leboeuf, 1856-1879）とされている。パリ南東のシュノワーズの生まれで、両親とともにパリに住み、アンナ（Anna）の愛称で呼ばれていた。彼女が本作品のモデルをしたときはまだ19歳であり、天然痘で若くして世を去るのは本作品の完成から3年後のことである。この頃のルノワールはマルグリット・ルグラン（マルゴ）、ニニ・ロペス、アンリエット・アンリオ、ジャンヌ・サマリーといった比較的細身のモデルを多く使ったが、後年は豊満な体形のモデルを好むようになる。本作品におけるアンナはその先駆けともいえる存在である。ただし、本作品のモデルはモスクワのプーシキン美術館に所蔵されている『裸婦、あるいはアンナのトルソ』（Femme Nue ou Torse d'Anna）のモデルとは髪の色が異なっており、モデルに関して疑問視する意見もある。

## 当時の反応
2年前の1874年4月15日に開催された第1回印象派展は酷評でもって迎えられ、ルノワールの作品もまた批判を受けている。筆のタッチと色彩の効果を重視する反面、輪郭がぼやけ、背景と一体化したかのように見える画風は当時の一般的な美術の基準では未完成品でしかなかった。このときの酷評が原因なのだろう、ルノワールは本作品のタイトルを単に『エチュード』、つまり『習作』（タブローにとりかかる前に制作される練習のための作品）とし、第2回印象派展に出品した。このときもまた様々な否定的な批判を受けたが、その中でも特に有名なのが歴史ある日刊紙『フィガロ』の美術担当記者アルベール・ヴォルフによる酷評である。アルベール・ヴォルフは本作品について次のように述べている。
対して作家アルマン・シルヴェストルのように好意的な意見も散見された。アルマン・シルヴェストルは本作品を次のように評した。
なお、ルノワール本人は本作品を単なる習作と考えていなかったことは、第3回印象派展に本作品と同じ手法で描かれた『ぶらんこ』と『ムーラン・ド・ラ・ギャレットの舞踏会』を出品していることから明らかである。この点にルノワールの画家としての自信の萌芽を見ることができる。

## 来歴
もともと本作品はカイユボットが収集した印象派絵画のコレクションの一部であり、カイユボットが死去した1894年に遺産として登録された。カイユボットは遺書によってコレクションをフランス政府に遺贈する意志を示していたが、当時の世評はまだ印象派に対して批判的であったため、受け入れのための交渉は2年におよび、ようやく68作品のうち38作品が受け入れられた。本作品はその38作品の1つとして1896年から1929年までパリのリュクサンブール美術館に所蔵された。リュクサンブール美術館は当世の芸術家の作品の収蔵を目的とした美術館である。その後1929年にルーヴル美術館に帰属、1947年に開館したばかりのジュ・ド・ポーム国立美術館に、さらに1986年にオルセー美術館に移管されている。

## 日本における展示歴
- オルセー美術館展1999 19世紀の夢と現実（1999年）
- ルノワール+ルノワール展（2008年）
- オルセー美術館・オランジュリー美術館所蔵 ルノワール展（2016年）